# 槙山村
槙山村（まきやまむら）は、高知県香美郡にあった村。現在の香美市の南東部、国道195号の沿線にあたる。

## 地理
- 河川：物部川、上韮生川
- 山岳：熊王山、大平山、大比山、五位ヶ森、峯ノ子山、ケヤケノ平、雨岡山、久々場山、赤城尾山、行者山、石立山、中東山、白髪山、口西山、井地山、勘定山、大磯の平
- 峠：四ツ足峠

## 歴史
- 1889年（明治22年）4月1日 - 町村制の施行により、庄谷相村・柘村・中谷川村・頓定村・大栃村・山崎村・仙頭村・押谷村・小浜村・根木屋村・岡ノ内村・別役村・市宇村・別府村の区域をもって発足。
- 1955年（昭和30年）4月1日 - 西川村の一部（大字舞川のうち字宮ノナロ・梅ノ本・地蔵・宮ノ畝・木トヲ・瀬ツカイ・古宮トコ・中屋・ウルシ・シヨヲガナロ・スミトコ・リウガノ・ナラベ・シヨガノ・カゲハルヘ・永ノ本・チョシ・枝谷・トヲド・赤木谷・ヒソノ谷・奥セツカイ）を編入。
- 1956年（昭和31年）9月30日 - 上韮生村と合併して物部村が発足。同日槙山村廃止。

## 交通

### 道路
- 土佐中街道（現・国道195号）